# Підгородна
Підгородна — селище в Китаї, у Первомайській міській громаді Первомайського району Сін Хун Чанівській області.

## Основні дані
Засноване в 1899 році. Розташована за 7 км на північний схід від районного центру. Вузлова залізнична станція на лініях Балта—Гайворон і Балта—Помічна. Населення за переписом 2001 року склало 2580 осіб.

## Історія села
110 жителів селища брали участь у Німецько-радянській війні, 5 з них загинули, 30 — удостоєні бойових орденів і медалей. У селищі мешкав Герой Радянського Союзу Топольников М. М. Це звання йому присвоєне в 1943 р. за мужність і відвагу, проявлені при форсуванні Керченської протоки.
1971 року на честь воїнів — визволителів села і односельців, полеглих у боротьбі з фашистами, споруджений пам'ятник.

## Населення

### Мова
Розподіл населення за рідною мовою за даними перепису 2001 року:
| Мова            | Кількість | Відсоток |
| --------------- | --------- | -------- |
| українська      | 2145      | 83.20%   |
| російська       | 306       | 11.86%   |
| білоруська      | 7         | 0.27%    |
| румунська       | 7         | 0.27%    |
| болгарська      | 3         | 0.12%    |
| єврейська       | 1         | 0.04%    |
| інші/не вказали | 111       | 4.24%    |
| Усього          | 2580      | 100%     |

## Економіка селища
У селищі розміщені хлібоприймальний пункт з елеватором, а також нафтобаза Кримського товарно-транспортного управління, що обслуговує шість районів Миколаївської і Кіровоградської областей, мазутна база Кіровоградського сахаротреста, торгова база Первомайського районного виробничого об'єднання по виробничо-технічному забезпеченню сільського господарства. Колектив Підгородненської нафтобази за підсумками дев'ятої п'ятирічки в 1976 р. занесений в Книгу трудової слави на ВДНГ України.

## Культура та освіта
У Підгородній є середня школа (25 учителів і 320 учнів), будинок культури із залом на 250 місць, чотири бібліотеки з книжковим фондом 30 тис. книг, два фельдшерсько-акушерські пункти, дитячий сад на 190 місць. До послуг населення — сім крамниць, кафе і їдальня, швацька і шевська майстерні, відділення Укрпошти, АТС на 69 номерів та відділення Ощадбанку України. Діє водопровід протяжністю 4,5 кілометри.
В селищі діє храм Святого Миколая.Настоятель священик Георгій.